# Sanza Pombo
Sanza Pombo é uma cidade e município da província do Uíge, em Angola.
O município é constituído pela comuna-sede, correspondente à cidade de Sanza Pombo, e pelas comunas de Cuilo Pombo, Uamba e Alfândega.

## Geografia
As principais línguas utilizadas diariamente pelos munícipes são o português e o congo; nesta última, há o domínio em toda área municipal do dialeto pombo.